# Belagachhia
Belagachhia is een census town in het district Cuttack van de Indiase staat Odisha. 

## Demografie
Volgens de Indiase volkstelling van 2001 wonen er 4610 mensen in Belagachhia, waarvan 51% mannelijk en 49% vrouwelijk is. De plaats heeft een alfabetiseringsgraad van 74%. 